# Терещенко, Яков Филимонович
Я́ков Филимо́нович Тере́щенко (20 декабря 1906 [2 января 1907], Севск, Орловская губерния — 25 июня 1975, Кирово-Чепецк, Кировская область) — организатор советского химического производства, директор Кирово-Чепецкого химического завода (завода 752) с 20 июня 1947 года по 27 декабря 1974 года.

## Биография
Родился в 1907 году, в семье крестьянина, в городе Севске Орловской губернии (ныне Брянской области). Отец — Филимон Яковлевич — наряду с ведением сельского хозяйства занимался ещё и доставкой почты. Являлся младшим ребёнком в семье, где были ещё брат и три сестры. Трудовую деятельность начал в 1917 году работой в сельском хозяйстве (до окончания школы в 1925 году — в летнее время). Зиму 1925—1926 годов работал сезонным рабочим на маслобойном заводе в городе Севске, следующую зиму — в районном уголовном розыске.
В 1927 году поступил на учёбу сначала в Государственный институт физического образования имени П. Ф. Лесгафта, затем перешёл в Ленинградский Краснознамённый химико-технологический институт, который окончил в феврале 1933 года.
После окончания института работал химиком на московском Дорогомиловском химическом заводе им. Фрунзе (ныне — Экспериментальный завод полимерных материалов). В 1934—1935 годах являлся начальником корпуса Кинешемского химического завода, в 1935—1937 годах — начальником цеха химико-фармацевтического завода «Акрихин» в подмосковной Старой Купавне), в 1937—1939 годах — начальником монтажного отделения строящегося в городе Дзержинске завода № 148 (по производству синильной кислоты и её снаряжения в боеприпасы).
В 1939—1941 годах работал главным инженером на строительстве хлорного завода № 1000 в городе Киеве, в 1941 году короткое время являлся главным инженером и заместителем начальника монтажных работ завода № 96 в городе Дзержинске (ныне — ПО «Капролактам»). В 1941—1943 годах — главный технолог на строительстве в городе Кемерово завода № 510 наркомата химической промышленности, создаваемого на основе нескольких эвакуированных на Кузбасс заводов. Затем, до 1947 года, являлся директором этого предприятия.
С 1947 по 1974 год работал директором завода № 752 (Кирово-Чепецкого химического завода). 27 декабря 1974 года вышел на заслуженный отдых.
В 1959—1963 годах — депутат Верховного Совета РСФСР V созыва.
Являлся делегатом XXI съезда КПСС (1959 год).
Скончался 25 июня 1975 года, похоронен на Красном кладбище города Кирово-Чепецка.

## Работа директоромКЧХЗ
20 июня 1947 года Я. Ф. Терещенко приказом министра химической промышленности СССР был назначен директором завода 752 и возглавлял это предприятие вплоть до 1974 года. С именем Я. Ф. Терещенко связано не только развитие уникального производства, но и становление города Кирово-Чепецка.
Под руководством Я. Ф. Терещенко было создано первое в СССР промышленное производство шестифтористого урана, необходимого для последующего обогащения урана и являющегося неотъемлемой частью создания «советской атомной бомбы». 19 декабря 1949 года заводом была предъявлена отделу технического контроля и принята первая партия продукта.
21 января 1951 года вышло Постановление СМ СССР о строительстве на заводе 752 производства обогащённого лития-6 (6Li), необходимого для получения дейтерида лития-6 6LiD (или 6Li2H), используемого как термоядерное топливо в термоядерном оружии. В ходе работ по освоению производства способ получения изотопа с использованием множества ступеней (электролизёров) и требовавший многих циклов (включая ручные операции), больших энергозатрат, множества аппаратов (и, соответственно, производственных площадей), был заменён многоступенчатым процессом в одном агрегате. Акт о приёмке цеха в эксплуатацию был утверждён 17 сентября 1952 года. 12 марта 1953 года на совещании в ПГУ при СМ СССР были рассмотрены результаты освоения нового производства с выходом на концентрацию 25 % и поставлена задача достижения в течение квартала 40 % концентрации. После проведения 12 августа 1953 года первого испытания водородной бомбы для наращивания термоядерного потенциала требовалось значительное увеличение выпуска освоенного продукта. Решением СМ СССР заводу 752 было поручено увеличить мощность существующего производства вдвое в 1955 году и ещё впятеро в 1956 году. В мае 1958 года решением комитета по Ленинским премиям награда была присуждена группе участников решения крупнейшей народнохозяйственной и оборонной задачи за «усовершенствование химической технологии». В числе лауреатов были научный руководитель производства Б. П. Константинов, директор завода Я. Ф. Терещенко, главный инженер завода Б. П. Зверев, начальник цеха 49 В. Н. Эльский.
Значительным достижением стало создание к 1955 году на заводе 752 производства хлора и каустика, являющихся продуктами ртутного электролиза поваренной соли. В середине 1960-х годов в хлорном производстве на заводе произвели революцию, заменив трофейные электролизёры, рассчитанные на 12 кА, аппаратами собственной разработки Р-20 и Р-20М, доведя их нагрузку до 200 кА и увеличив плотность тока с 7,5 кА/м² до 10 кА/м² за счёт регулировки межэлектронного пространства, вследствие чего производительность труда выросла в 4,7 раза, себестоимость снизилась вдвое, расход электроэнергии на 15 %, ртути на 30 %.
Другим направлением развития завода под руководством Я. Ф. Терещенко стало создание крупнейшего в СССР производства фторорганических продуктов. В 1952 году был организован выпуск фреона-12 (хладагента для бытовых холодильников), фреона-22 и его переработка в мономер-4, что в 1956 году позволило освоить промышленную полимеризацию этого мономера с получением первого в СССР фторопласта-4. При первоначальной проектной мощности 100 тонн фторопласта в год, производственные задания министерства составили в 1962 году 800 тонн, в 1965 году — уже 2000 тонн. Выпуск заводом уникального по свойствам фторопласта-4 позволил организовать его применение в условиях собственных технологических цехов, использующих высокоагрессивные среды, а с 1964 года начать выпуск изделий из фторопласта-4 в качестве товарной продукции. Параллельно на основе фторсодержащих олефинов было создано производства целого класса сополимеров, включающий самые разнообразные по свойствам вещества: твёрдые пластики и каучуки, пластифицированные материалы, растворимые пластики, пригодные для получения лаков, плёнок, волокон и т. д. Большинство из них в СССР разработали до появления зарубежной информации об их создании (или не имели аналогов). В пусковой 1961 год удалось впервые в СССР получить 360 тонн фреона-142в, 50 тонн фторопласта-42, 40 — фторопласта-40, 30 — фторопласта-3 и 47,5 — фторкаучука СКФ-32. В конце 1964 года был освоен выпуск другого фторкаучука — СКФ-26.
Особое место в истории КЧХЗ заняла организация в его составе подразделения по производству медицинских изделий по инициативе АМН СССР, в котором было начато отечественное производство механических протезов клапана сердца (МПКС). Первый шаровой МПКС для митральной позиции был разработан и изготовлен в 1963 году, для аортальной позиции — в 1964 году. Производимые на заводе модели МПКС вошли в клиническую практику и до настоящего времени применяются для коррекции клапанных пороков сердца. Я. Ф. Терещенко являлся не только организатором, но и соавтором нескольких изобретений, лежащих в основе конструкций выпускавшихся МПКС.

## Влияние на развитие города Кирово-Чепецка
Начиная с послевоенного периода история рабочего посёлка Кирово-Чепецкий (с 1955 года — города Кирово-Чепецка), в котором находилось возглавляемое Я. Ф. Терещенко предприятие, была неразрывно связана со становлением крупнейшего в Европе Кирово-Чепецкого химического комбината, являющегося градообразующим предприятием, на котором была занята основная часть работающих граждан города, и определяющим образом воздействующего на всю городскую инфраструктуру.

На торжественном заседании, состоявшемся 8 октября 1971 года, посвящённом вручению КЧХЗ ордена Трудового Красного Знамени, в докладе директора завода Я. Ф. Терещенко прозвучало:
«…Вместе с заводом вырос на месте деревень Пермячиха, Балезино, Голодный Починок и других замечательный город. За 25 лет построено 288 тысяч квадратных метров благоустроенного жилья. Созданная при заводе медико-санитарная часть имеет 12 отделений, 555 больничных коек, детский санаторий и профилакторий для взрослых на 227 мест. В 1971 году функционирует 24 детских учреждения на 4095 мест, в 9 школах учатся 9340 школьников. В городе имеется базовое техническое училище, музыкальная и художественная школы, Дворец культуры, детская техническая станция, пионерский лагерь, библиотеки, спортивные сооружения. К услугам жителей 61 магазин (40 продовольственных).»

## Награды
Государственные награды Я. Ф. Терещенко:
- Лауреат Ленинской премии (1958 год)
- Орден Ленина (1951, 1956 годы)
- Орден Октябрьской Революции
- Орден Трудового Красного Знамени (1944, 1953, 1962 годы)
- Медаль «За доблестный труд в Великой Отечественной войне 1941—1945 гг.» (1946 год)
- Медаль «За трудовую доблесть» (1950, 1966 годы)
- Юбилейная медаль «За доблестный труд. В ознаменование 100-летия со дня рождения Владимира Ильича Ленина» (1970 год)

Ведомственные и негосударственные награды Я. Ф. Терещенко:
- Медаль ВДНХ (золотая — 1965 год, бронзовая — 1964 год)
- Значок «Отличник химической промышленности» СССР (1942, 1955, 1956, 1966 годы)
- Значок «Отличнику здравоохранения» СССР (1966, 1967 годы)
- Значок «Отличник физической культуры и спорта» (1966 год)
- Почётный гражданин города Кирово-Чепецка (1968)[33][34]

## Память
- В городе Кирово-Чепецке в 1976 году именем Я. Ф. Терещенко названа улица[35]. На здании гостиницы «Двуречье», расположенной в начале улицы, установлена памятная доска с надписью: «Улица названа в честь лауреата Ленинской премии, почётного гражданина города Терещенко Якова Филимоновича».
- В городе Кирово-Чепецке в 1989 году учреждена муниципальная награда — почётное звание «Лауреат премии имени Я. Ф. Терещенко», присваиваемое гражданам за деятельность по развитию экономики, науки, техники, культуры, искусства, воспитанию и образованию, здравоохранению, охране окружающей среды, обеспечению законности, правопорядка и общественной безопасности и иной деятельности на благо города Кирово-Чепецка.
- В городе Кирово-Чепецке проводятся ежегодные кольцевые автомобильные гонки по льду на приз Я. Ф. Терещенко[36].
- В 2007 году, к столетию со дня рождения Я. Ф. Терещенко, в Музейно-выставочном центре города Кирово-Чепецка открыта мемориальная комната, в которой находятся личные вещи, документы, фотографии, предметы домашней обстановки, сувениры и подарки, переданные родственниками Я. Ф. Терещенко[37].